# سادونو سلیم
سادونو سلیم (انگلیسی: Sudono Salim; ۱۶ ژوئیهٔ ۱۹۱۶ – ۱۰ ژوئن ۲۰۱۲) کارآفرین اهل اندونزی بود، که در سال ۱۹۷۲ گروه سلیم را تأسیس کرد.